# August Herman Pfund
Pour les articles homonymes, voir Pfund.
August Herman Pfund (né le 28 décembre 1879 à Madison (Wisconsin) ; † le 4 janvier 1949) est un physicien américain, spécialiste de la spectroscopie.
Pfund enseigna l'optique à l’université Johns-Hopkins de Baltimore (Maryland). Il acquit une célébrité mondiale par la découverte en 1924 d’une nouvelle série de raies infrarouges dans le spectre de transmission de l’hydrogène (série de Pfund). Pfund imagina par ailleurs un type particulier de télescope.
Il fut récompensé en 1939 de la médaille Frederic Ives.